# 사이다마조선초중급학교
사이다마조선초중급학교(일본어: 埼玉朝鮮初中級学校・幼稚部 사이타마 조선 초중급학교·유치부[*])는 사이타마현 사이타마시에 위치한 조선학교이다.
일본의 초중등학교에 상당하는 교육을 실시하고 있는 각종 학교(비이치조교)이며, 일본의 유치원에 해당하는 유치부를 병설하고 있다. 유치부는 과거 사이다마조선유치원으로 단독으로 존재했었다.

## 연혁
- 1961년 - 사이타마조선초급학교로 설립
- 1965년 - 중급부를 설치해 교명을 사이다마조선초중급중학교로 변경
- 2014년 - 사이다마조선유치원을 교내 유치부로 편입

## 학과
- 중급부
- 초급부
- 유치부

## 학교 동문
- 박일규 - 축구선수
- 문인주 - 축구선수

## 같이 보기
- 조선학교